# Giovanni Haussmann
Giovanni Haussmann (San Pietroburgo, 1906 – Lodi, 1980) è stato un agronomo russo naturalizzato italiano.

## Biografia
Figlio di una facoltosa famiglia della borghesia russa, fu ospite della nonna in Italia tra il 1908 e il 1912. Dopo la rivoluzione del 1917, ormai privo ormai di risorse economiche, visse in Russia fino al 1922 per riuscire poi, in modo fortunoso a rifugiarsi in Italia.
La sua formazione culturale dei primi anni fu quella tipica dei ragazzi della società mercantile di San Pietroburgo, molto aperta ad un'esperienza cosmopolita, anche se segnata dagli eventi calamitosi dell'epoca: la guerra e poi la rivoluzione.
Dopo essersi laureato a Firenze in Scienze Agrarie, fu poi sperimentatore presso la stazione di Chimica Agraria di Torino.
La grande conoscenza di lingue, soprattutto di quella russa, per lui madre lingua, gli permise di studiare gli agronomi di tutto il mondo, specialmente quelli russi, le cui opere, dopo la Rivoluzione, erano del tutto ignote in Occidente. Giovanni Haussmann diventò pertanto il tramite culturale dell'immensa produzione culturale russa di quegli anni, soprattutto di pedologia.
Dal 1948 fu incaricato di dirigere la stazione sperimentale di pratocultura che poi divenne l'Istituto Sperimentale per le Colture Foraggere, che sotto la sua direzione acquisì fama ed autorevolezza.
Nel 1965 ricevette il prestigioso "Premio Liebig" dell'Università di Kiel "Christian Albrecht" in Germania, con una motivazione che inizia così «Si onora lo scienziato, internazionalmente riconosciuto, che ha indagato e descritto gli effetti degli interventi sulla evoluzione della fertilità del suolo...».
Sulla falsariga della scuola russa Haussmann fu uno dei primi agronomi in occidente che anticipò i moderni concetti di sostenibilità dei sistemi di produzione agricola.
La città di Lodi in occasione del centenario della nascita, organizzò una mostra convegno con la partecipazione dei più illustri scienziati italiani del settore agronomico.

## Opere
- L'evoluzione del terreno e l'agricoltura: correlazioni tra i processi pedogenetici la fertilità, la tecnica e le rese delle colture agrarie  Torino: Einaudi, 1950.
- Saggio sui principi di agricoltura generale, edito nel 1964 da Boringhieri,
- La società e il suolo 1978
- Il suolo d'Italia nella storia, in Storia d'Italia Einaudi
- voce Coltivazione, in Enciclopedia Einaudi
- Piante infestanti, Edagricole, Bologna 1985, 2 voll. (con altri)
- La terra come placenta: testamento di uno scienziato umanista, prefazione di Ruggiero Romano, introduzione di Ercole Ongaro, postfazione di Giannozzo Pucci, Firenze: Libreria Editrice Fiorentina, 2005, ISBN 88-89264-51-9.